# 二氯二碘甲烷
二氯二碘甲烷是一种有机化合物，化学式为CCl2I2，它是四卤代甲烷的一种，是不稳定的固体，85 °C熔化并分解。它的生成热（−ΔH°f，25 °C，气相）为−24 kcal·mol−1（对比二氟二碘甲烷 70 kcal·mol−1、二溴二碘甲烷 −43 kcal·mol−1，计算值）。它的碳-13位移为−90.7 ppm。